# همل همپستد
latitudeهمل همپستدlongitudeهمل همپستد
همل همپستد (به انگلیسی: Hemel Hempstead) شهری در کشور انگلستان است که این کشور خود بخشی از بریتانیا محسوب می‌شود. این شهر در سال ۱۹۹۱ میلادی ۷۹٫۲۳۵ نفر جمعیت داشته و در سرشماری سال ۲۰۰۱ جمعیت آن به ۸۳٫۱۱۸ نفر رسیده‌است. میزان رشد سالانهٔ جمعیت همل همپستد ‎-۰٫۴ درصد می‌باشد و جمعیت این شهر در سال ۲۰۱۲ به ۷۹٫۴۹۴ نفر تغییر یافت.